# Hypodiplosis paederiae
Hypodiplosis paederiae är en tvåvingeart som först beskrevs av Jean-Jacques Kieffer och Leeuwen-reijnvaan 1910.  Hypodiplosis paederiae ingår i släktet Hypodiplosis och familjen gallmyggor. Inga underarter finns listade i Catalogue of Life.